# Ridley Pearson
Ridley Pearson (Glen Cove, 13 marzo 1953) è uno scrittore statunitense.
Autore di libri per ragazzi, è autore insieme a Dave Barry di Peter Pan e i cacciatori di stelle (Peter and the Starcatchers), primo titolo di una serie incentrata su Peter Pan.